# Eiglera
Eiglera is een botanische naam voor een geslacht van korstmossen behorend tot de familie Eigleraceae. 

## Soorten
Volgens Index Fungorum telt het geslacht twee soorten:
| Soortnaam            | Auteur(s)                  | Publicatiejaar |
| -------------------- | -------------------------- | -------------- |
| Eiglera flavida      | (Hepp ex Kremp.) Hafellner | 1984           |
| Eiglera homalomorpha | (Nyl.) Clauzade & Cl. Roux | 2001           |